# 米尔科·塔拉纳
米尔科·塔拉纳（1913年9月22日—1945年5月），克罗地亚男子水球运动员。他曾代表南斯拉夫国家队参加1936年夏季奥林匹克运动会水球比赛，获得第十名。